# ジョージ・ペリン
ジョージ・ランダー・ペリン（George Landor Perin、1854年7月31日 - 1921年12月）は、アメリカ合衆国のユニヴァーサリスト宣教師である。
1854年にアイオワ州に生まれ、セントロース大学を卒業し、1878年ユニヴァーサリスト派の牧師として叙任される。1878年にアイオワ州、1883年にボストンのショウスト教会で牧会をする。
1890年(明治23年)に、I・W・ケート、M・C・ショーナーと共に来日する。1891年にユニヴァーサリストのための雑誌「自由基督教」を創刊する。1894年にアメリカに帰国する。帰国後は、ショウストの教会で牧師をする。また、勤労青年、老人ホームなどの事業で活躍する。

## 著書
- The Sunny Side of life, 1901